# Cethosia manusi
Cethosia manusi är en fjärilsart som beskrevs av Rothschild 1915. Cethosia manusi ingår i släktet Cethosia och familjen praktfjärilar. Inga underarter finns listade i Catalogue of Life.